# Challes-les-Eaux
Challes-les-Eaux este o comună în departamentul Savoie din sud-estul Franței. În 2009 avea o populație de 5.073 de locuitori.

## Evoluția populației
| An        | 1975  | 1982  | 1990  | 1999  | 2006  | 2009  |
| --------- | ----- | ----- | ----- | ----- | ----- | ----- |
| Populație | 2.308 | 2.580 | 2.801 | 3.931 | 4.829 | 5.073 |